# Pseudotelphusa
Pseudotelphusa is een geslacht van vlinders uit de familie van de tastermotten (Gelechiidae).

## Soorten
- P. acrobrunella Park, 1992
- P. albisignata Janse, 1960
- P. albopasta Janse, 1960
- P. amelanchierella (Braun, 1930)
- P. basifasciella (Zeller, 1873)
- P. belangerella (Chambers, 1875)
- P. betulella (Busck, 1903)
- P. confixa (Meyrick, 1918)
- P. cycota (Meyrick, 1911)
- P. decuriella (Mann, 1872)
- P. devia (Meyrick, 1913)
- P. fuscopunctella (Clemens, 1863)
- P. griseotincta Janse, 1958
- P. incana Hodges, 1969
- P. incognitella (Caradja, 1920)
- P. istrella (Mann, 1866)
- P. occidentella Huemer & Karsholt, 1999
- P. oxychasta (Meyrick, 1929)
- P. palliderosacella (Chambers, 1878)

- P. paracycota Janse, 1958
- P. paracyota Janse, 1958
- P. paripunctella (Thunberg, 1794) - stipjespalpmot
- P. probata (Meyrick, 1909)
- P. quadrella (Fabricius, 1794)
- P. scalella Scopoli, 1763 - pronkpalpmot
- P. sokolovae Piskunov, 1971
- P. tessella (Linnaeus, 1758)
- P. tornimacula Janse, 1958
- P. trifasciella (Rebel, 1916)
- P. trinephela (Meyrick, 1929)
- P. vovkella (Piskunov, 1973)